# Firma – CIA
Firma – CIA (ang. The Company) – amerykański serial telewizyjny emitowany przez telewizję TNT od 5 sierpnia 2007 roku. Od 14 grudnia roku miniserial wyemitowała TVP2. Ekranizacja bestsellerowej powieści Roberta Littella.

## Opis
Czasy zimnej wojny. Koledzy ze studiów - Leo Kritzky (Alessandro Nivola) i Jack McAuliffe (Chris O’Donnell) pracują w CIA. W Niemczech Jack rozpracowuje rosyjskiego agenta znajdującego się w szeregach brytyjskiego wywiadu. 

## Obsada
- Chris O’Donnell jako Jack McAuliffe
- Alfred Molina jako Harvey Torriti
- Michael Keaton jako James Angleton
- Alessandro Nivola jako Leo Kritzky
- Tom Hollander jako Adrian Philby
- Natascha McElhone jako Elizabet
- Raoul Bova jako Roberto Escalona